# 베네수엘라 프로 야구 리그
베네수엘라 프로 야구 리그(스페인어: Liga Venezolana de Béisbol Profesional 리가 베네솔라아나 데 베이스볼 프로페시오날[*], LVBP)는 1945년 창설된 베네수엘라의 프로 야구 리그이다. 전 세계 윈터리그 프로야구 리그들중 가장 규모가 크고 수준높은 리그로 알려져있으며, 매년 여러 메이저 리그 선수들과 마이너리그 트리플a의 수준높은 선수들이 오간다. 리그 우승팀에게는 캐리비안 시리즈에 출전할 자격이 주어진다. 10월 경에 리그가 시작되어, 다음 연도 1월 후반기에 끝난다.

## 현재의 팀
| 팀명                      | 연고지                | 홈 경기장                              |
| ------------------------- | --------------------- | -------------------------------------- |
| 아길라스 델 술리아        | 마라카이보            | 에스타디오 루이스 아파리시오 엘 그란드 |
| 브라보스 데 마르가리타    | 포라마                | 에스타디오 누에바 에스파르타           |
| 카데나레스 데 라라        | 바퀴시메토            | 에스타디오 안토니오 헤레라 구키에레즈  |
| 카리베스 데 안조아네기    | 프에르토 라 크루즈    | 에스타디오 알폰소 치코 카라스쿠엘      |
| 레오네스 델 카라카스      | 카라카스              | 에스타디오 유니버시타리오              |
| 나베겐테스 델 마가라네스  | 발렌시아 (베네수엘라) | 에스타디오 호세 베르나도 페레즈        |
| 티부로네스 델 라 구아이라 | 라 구아이라           | 에스타디오 유니버시타리오              |
| 티그레스 데 아라과        | 시우다드 오브레곤     | 에스타디오 호세 페레즈 콜메나레스      |

## 연봉 및 규모
보통 베네수엘라 프로야구는 월급제로 운영되며 평균 2000~3500만원에 고액에 월급을 받는다.

## 같이 보기
- 캐리비안 시리즈